# Interlands Noord-Koreaans voetbalelftal 2010-2019
Deze pagina toont een chronologisch en gedetailleerd overzicht van de interlands die het Noord-Koreaans voetbalelftal speelt en heeft gespeeld in de periode 2010 – 2019. In dit decennium nam Noord-Korea deel aan twee edities van het Aziatisch kampioenschap voetbal (in 2011 en 2015) en wist zich eenmaal te plaatsen voor het wereldkampioenschap voetbal. In 2010 en 2012 werd de AFC Challenge Cup gewonnen, een kampioenschap voor de lager ingeschaalde AFC-landen dat eveneens dienstdoet als kwalificatietoernooi voor het Aziatisch kampioenschap.

## Interlands

### 2010
|                                                               |                       |       |             |                                                                                      |
| 2 januari Qatar Friendship Cup № «onderlinge duels» 18:15 uur | Iran                  | 1 – 0 | Noord-Korea | Jassim Bin Hamadstadion, Doha Toeschouwers: 1.000 Scheidsrechter: Eddy Maillet (SEY) |
| 2 januari Qatar Friendship Cup № «onderlinge duels» 18:15 uur | Mehrzdad Madanchi 43' |       |             | Jassim Bin Hamadstadion, Doha Toeschouwers: 1.000 Scheidsrechter: Eddy Maillet (SEY) |

| AFC Challenge Cup 2010 |
| ---------------------- |

|                                                                      |                   |       |                         |                                                                                    |
| 17 februari AFC Challenge Cup Groep B № «onderlinge duels» 19:00 uur | Noord-Korea       | 1 – 1 | Turkmenistan            | Sugathadasastadion, Colombo Toeschouwers: 400 Scheidsrechter: Chaiya Mahapab (THA) |
| 17 februari AFC Challenge Cup Groep B № «onderlinge duels» 19:00 uur | Ryang Yong-gi 51' |       | 36' Mämmedaly Garadanow | Sugathadasastadion, Colombo Toeschouwers: 400 Scheidsrechter: Chaiya Mahapab (THA) |

|                                                                      |          |                                                                           |             |                                                                                     |
| 19 februari AFC Challenge Cup Groep B № «onderlinge duels» 16:00 uur | Kirgizië | 0 – 4                                                                     | Noord-Korea | Sugathadasastadion, Colombo Toeschouwers: 300 Scheidsrechter: Andre El Haddad (LIB) |
| 19 februari AFC Challenge Cup Groep B № «onderlinge duels» 16:00 uur |          | 29' Pak Song-chol 47' Pak Kwang-ryong 65' Choe Myong-ho 68' Ri Chol-myong |             | Sugathadasastadion, Colombo Toeschouwers: 300 Scheidsrechter: Andre El Haddad (LIB) |

|                                                                      |       |                                                       |             |                                                                             |
| 21 februari AFC Challenge Cup Groep B № «onderlinge duels» 15:00 uur | India | 0 – 3                                                 | Noord-Korea | Sugathadasastadion, Colombo Toeschouwers: 300 Scheidsrechter: Tan Hai (CHN) |
| 21 februari AFC Challenge Cup Groep B № «onderlinge duels» 15:00 uur |       | 36' Ryang Yong-gi 57' Choe Chol-man 72' Ryang Yong-gi |             | Sugathadasastadion, Colombo Toeschouwers: 300 Scheidsrechter: Tan Hai (CHN) |

|                                                                           |                                                                                           |       |         |                                                                                       |
| 24 februari AFC Challenge Cup Halve finale № «onderlinge duels» 19:00 uur | Noord-Korea                                                                               | 5 – 0 | Myanmar | Sugathadasastadion, Colombo Toeschouwers: 400 Scheidsrechter: Mukhtar Al-Yarimi (YEM) |
| 24 februari AFC Challenge Cup Halve finale № «onderlinge duels» 19:00 uur | Choe Myong-ho 6' Choe Chol-man 12' Pak Song-chol 13' Choe Chol-man 73' Kim Seong-yong 85' |       |         | Sugathadasastadion, Colombo Toeschouwers: 400 Scheidsrechter: Mukhtar Al-Yarimi (YEM) |

|                                                                     | |              |                                                                                   |                                                                                       |
| 27 februari AFC Challenge Cup Finale № «onderlinge duels» 19:00 uur | Turkmenistan                                                                                                 | 1 – 1 (n.v.) | Noord-Korea                                                                       | Sugathadasastadion, Colombo Toeschouwers: 3.000 Scheidsrechter: Alireza Faghani (IRN) |
| 27 februari AFC Challenge Cup Finale № «onderlinge duels» 19:00 uur | Berdi Şamyradow 33'                                                                                          |              | 75' Ryang Yong-gi                                                                 | Sugathadasastadion, Colombo Toeschouwers: 3.000 Scheidsrechter: Alireza Faghani (IRN) |
| 27 februari AFC Challenge Cup Finale № «onderlinge duels» 19:00 uur | Strafschoppen                                                                                                |              |                                                                                   | Sugathadasastadion, Colombo Toeschouwers: 3.000 Scheidsrechter: Alireza Faghani (IRN) |
| 27 februari AFC Challenge Cup Finale № «onderlinge duels» 19:00 uur | Guwançmuhammet Öwekow Mämmedaly Garadanow Berdi Şamyradow Guwanç Rejepow Begli Nurmyradow Arslanmyrat Amanow | 4 – 5        | Pak Song-chol Ryang Yong-gi Chae Tu-yong Pak Yong-jin Ri Chol-myong Ri Kwang-hyok | Sugathadasastadion, Colombo Toeschouwers: 3.000 Scheidsrechter: Alireza Faghani (IRN) |

|  |  |  |  |  |  |  |  |  |

|                                                          |                                         |       |             | |
| 6 maart Vriendschappelijk № «onderlinge duels» 17:30 uur | Venezuela                               | 2 – 1 | Noord-Korea | Estadio José Pachencho Romero, Maracaibo Toeschouwers: 12.000 Scheidsrechter: Hernando Buitrago (COL) |
| 6 maart Vriendschappelijk № «onderlinge duels» 17:30 uur | José Luis Granados 8' Mario Sanchez 89' |       | 65' Mun Guk | Estadio José Pachencho Romero, Maracaibo Toeschouwers: 12.000 Scheidsrechter: Hernando Buitrago (COL) |

|                                                           |                                          |       |                   |                                                                                |
| 17 maart Vriendschappelijk № «onderlinge duels» 20:00 uur | Mexico                                   | 2 – 1 | Noord-Korea       | Coronastadion, Torreón Toeschouwers: 30.000 Scheidsrechter: Terry Vaughn (USA) |
| 17 maart Vriendschappelijk № «onderlinge duels» 20:00 uur | Cuauhtémoc Blanco 52' Jonny Maggalón 68' |       | 56' Choe Kum-chol | Coronastadion, Torreón Toeschouwers: 30.000 Scheidsrechter: Terry Vaughn (USA) |

|                                                           |             |       |             |                                                                            |
| 22 april Vriendschappelijk № «onderlinge duels» 17:00 uur | Zuid-Afrika | 0 – 0 | Noord-Korea | Brita-Arena, Wiesbaden Toeschouwers: 628 Scheidsrechter: Felix Brych (GER) |
| 22 april Vriendschappelijk № «onderlinge duels» 17:00 uur |             |       |             | Brita-Arena, Wiesbaden Toeschouwers: 628 Scheidsrechter: Felix Brych (GER) |

|                                                         |                             |       |             |                                                                        |
| 15 mei Vriendschappelijk № «onderlinge duels» 17:00 uur | Paraguay                    | 1 – 0 | Noord-Korea | Centre Sportif de Colovray, Nyon Scheidsrechter: Carlo Bertolini (SUI) |
| 15 mei Vriendschappelijk № «onderlinge duels» 17:00 uur | Roque Santa Cruz 85' (pen.) |       |             | Centre Sportif de Colovray, Nyon Scheidsrechter: Carlo Bertolini (SUI) |

|                                                         |                                              |       |                                 |                                                                                        |
| 25 mei Vriendschappelijk № «onderlinge duels» 20:00 uur | Griekenland                                  | 2 – 2 | Noord-Korea                     | Cashpoint Arena, Altach Toeschouwers: 3.000 Scheidsrechter: Robert Schörgenhofer (AUT) |
| 25 mei Vriendschappelijk № «onderlinge duels» 20:00 uur | Kostas Katsouranis 2' Angelos Charisteas 48' |       | 24' Jong Tae-se 51' Jong Tae-se | Cashpoint Arena, Altach Toeschouwers: 3.000 Scheidsrechter: Robert Schörgenhofer (AUT) |

|                                                         |                   |       |                                                                   |                                                |
| 6 juni Vriendschappelijk № «onderlinge duels» 16:00 uur | Noord-Korea       | 1 – 3 | Nigeria                                                           | Makhulongstadion, Tembisa Toeschouwers: 20.000 |
| 6 juni Vriendschappelijk № «onderlinge duels» 16:00 uur | Cha Jong-hyok 64' |       | 15' Yakubu Aiyegbeni 62' (pen.) Victor Obinna 88' Obafemi Martins | Makhulongstadion, Tembisa Toeschouwers: 20.000 |

| Wereldkampioenschap voetbal 2010 |
| -------------------------------- |

|                                                        |                      |       |                |                                                                                  |
| 15 juni WK 2010 Groep G № «onderlinge duels» 20:30 uur | Brazilië             | 2 – 1 | Noord-Korea    | Ellispark, Johannesburg Toeschouwers: 54.331 Scheidsrechter: Viktor Kassai (HUN) |
| 15 juni WK 2010 Groep G № «onderlinge duels» 20:30 uur | Maicon 55' Elano 72' |       | 89' Ji Yun-nam | Ellispark, Johannesburg Toeschouwers: 54.331 Scheidsrechter: Viktor Kassai (HUN) |

|                                                        | |       |             |                                                                                  |
| 21 juni WK 2010 Groep G № «onderlinge duels» 13:30 uur | Portugal                                                                                                   | 7 – 0 | Noord-Korea | Groenpuntstadion, Kaapstad Toeschouwers: 63.644 Scheidsrechter: Pablo Pozo (CHI) |
| 21 juni WK 2010 Groep G № «onderlinge duels» 13:30 uur | Raul Meireles 28' Simão Sabrosa 53' Hugo Almeida 56' Tiago 60' Liédson 81' Cristiano Ronaldo 88' Tiago 89' |       |             | Groenpuntstadion, Kaapstad Toeschouwers: 63.644 Scheidsrechter: Pablo Pozo (CHI) |

|                                                        |             |                                              |           |                                                                                                |
| 25 juni WK 2010 Groep G № «onderlinge duels» 16:00 uur | Noord-Korea | 0 – 3                                        | Ivoorkust | Mbombelastadion, Nelspruit Toeschouwers: 34.763 Scheidsrechter: Alberto Undiano Mallenco (ESP) |
| 25 juni WK 2010 Groep G № «onderlinge duels» 16:00 uur |             | 14' Yaya Touré 20' Romaric 82' Salomon Kalou |           | Mbombelastadion, Nelspruit Toeschouwers: 34.763 Scheidsrechter: Alberto Undiano Mallenco (ESP) |

|  |  |  |  |  |  |  |  |  |

|                                                               |         |       |             |                          |
| 24 september Vriendschappelijk № «onderlinge duels» 18:00 uur | Vietnam | 0 – 0 | Noord-Korea | Nationaal stadion, Hanoi |
| 24 september Vriendschappelijk № «onderlinge duels» 18:00 uur |         |       |             | Nationaal stadion, Hanoi |

|                                                             |                                    |       |                      |                          |
| 2 november Vriendschappelijk № «onderlinge duels» 20:45 uur | Noord-Korea                        | 2 – 1 | Singapore            | Nationaal stadion, Hanoi |
| 2 november Vriendschappelijk № «onderlinge duels» 20:45 uur | Ri Kwang-chon 80' Hong Yong-jo 90' |       | 41' Aleksandar Đurić | Nationaal stadion, Hanoi |

|                                                             |         |                                  |             |                          |
| 6 november Vriendschappelijk № «onderlinge duels» 18:00 uur | Vietnam | 0 – 2                            | Noord-Korea | Nationaal stadion, Hanoi |
| 6 november Vriendschappelijk № «onderlinge duels» 18:00 uur |         | 56' Myong Cha-hyon 65' An Il-bom |             | Nationaal stadion, Hanoi |

|                                                              |                     |       |                  |                                     |
| 10 november Vriendschappelijk № «onderlinge duels» 18:00 uur | Jemen               | 1 – 1 | Noord-Korea      | Ali Mohsen Al-Muraisistadion, Sanaa |
| 10 november Vriendschappelijk № «onderlinge duels» 18:00 uur | Akram Al-Worafi 42' |       | 2' Ri Chol-myong | Ali Mohsen Al-Muraisistadion, Sanaa |

|                                                              |                                          |       |                   |                                       |
| 24 december Vriendschappelijk № «onderlinge duels» 15:40 uur | Koeweit                                  | 2 – 1 | Noord-Korea       | Dream Land Playing Field, Zes Oktober |
| 24 december Vriendschappelijk № «onderlinge duels» 15:40 uur | Ahmad Al-Rashidi 29' Musaed Al-Enezi 90' |       | 33' Ri Chol-myong | Dream Land Playing Field, Zes Oktober |

|                                                              |                                  |       |             |                                       |
| 27 december Vriendschappelijk № «onderlinge duels» 15:30 uur | Koeweit                          | 2 – 2 | Noord-Korea | Dream Land Playing Field, Zes Oktober |
| 27 december Vriendschappelijk № «onderlinge duels» 15:30 uur | Talal Al-Amer Ahmad Al-Azemi 35' |       | Goal · Goal | Dream Land Playing Field, Zes Oktober |

|                                                              |       |                          |             |                                   |
| 31 december Vriendschappelijk № «onderlinge duels» 18:00 uur | Qatar | 0 – 1                    | Noord-Korea | Abdullah bin Khalifastadion, Doha |
| 31 december Vriendschappelijk № «onderlinge duels» 18:00 uur |       | 69' (pen.) Ryang Yong-gi |             | Abdullah bin Khalifastadion, Doha |

### 2011
|                                                            |         |                  |             |                          |
| 4 januari Vriendschappelijk № «onderlinge duels» 18:00 uur | Bahrein | 0 – 1            | Noord-Korea | Nationaal stadion, Riffa |
| 4 januari Vriendschappelijk № «onderlinge duels» 18:00 uur |         | 59' An Chol-hyok |             | Nationaal stadion, Riffa |

| Aziatisch kampioenschap voetbal 2011 |
| ------------------------------------ |

|                                                                           |             |       |                              |                                                                                                |
| 11 januari Aziatisch kampioenschap Groep D № «onderlinge duels» 16:15 uur | Noord-Korea | 0 – 0 | Verenigde Arabische Emiraten | Suheim Bin Hamadstadion, Doha Toeschouwers: 3.639 Scheidsrechter: Subkhiddin Mohd Salleh (MAS) |
| 11 januari Aziatisch kampioenschap Groep D № «onderlinge duels» 16:15 uur |             |       |                              | Suheim Bin Hamadstadion, Doha Toeschouwers: 3.639 Scheidsrechter: Subkhiddin Mohd Salleh (MAS) |

|                                                                           |                      |       |             |                                                                                         |
| 15 januari Aziatisch kampioenschap Groep D № «onderlinge duels» 16:15 uur | Iran                 | 1 – 0 | Noord-Korea | Suheim Bin Hamadstadion, Doha Toeschouwers: 6.488 Scheidsrechter: Nawaf Shukralla (BHR) |
| 15 januari Aziatisch kampioenschap Groep D № «onderlinge duels» 16:15 uur | Karim Ansarifard 63' |       |             | Suheim Bin Hamadstadion, Doha Toeschouwers: 6.488 Scheidsrechter: Nawaf Shukralla (BHR) |

|                                                                           |                       |       |             |                                                                                                  |
| 19 januari Aziatisch kampioenschap Groep D № «onderlinge duels» 19:15 uur | Irak                  | 1 – 0 | Noord-Korea | Ahmed Bin Alistadion, Ar Rayyan Toeschouwers: 4.111 Scheidsrechter: Subkhiddin Mohd Salleh (MAS) |
| 19 januari Aziatisch kampioenschap Groep D № «onderlinge duels» 19:15 uur | Karrar Al-Mahmodi 22' |       |             | Ahmed Bin Alistadion, Ar Rayyan Toeschouwers: 4.111 Scheidsrechter: Subkhiddin Mohd Salleh (MAS) |

|  |  |  |  |  |  |  |  |  |

|                                                           |             |                                            |      |                         |
| 26 maart Vriendschappelijk № «onderlinge duels» 18:00 uur | Noord-Korea | 0 – 2                                      | Irak | Sharjahstadion, Sharjah |
| 26 maart Vriendschappelijk № «onderlinge duels» 18:00 uur |             | 55' Karrar Jassim 90' Hawar Mulla Mohammed |      | Sharjahstadion, Sharjah |

|                                                           |          |       |                         |                                                               |
| 29 maart Vriendschappelijk № «onderlinge duels» 18:00 uur | Jordanië | 1 – 1 | Noord-Korea             | Sharjahstadion, Sharjah Scheidsrechter: Mohamed Zarouni (VAE) |
| 29 maart Vriendschappelijk № «onderlinge duels» 18:00 uur | Goal     |       | 24' Hassan Abdel-Fattah | Sharjahstadion, Sharjah Scheidsrechter: Mohamed Zarouni (VAE) |

|                                                                                |                                                                      |       |           |                                                                                                  |
| 7 april Kwalificatie Challenge Cup 2012 Groep D № «onderlinge duels» 15:30 uur | Noord-Korea                                                          | 4 – 0 | Sri Lanka | Dasarath Rangasalastadion, Kathmandu Toeschouwers: 2.000 Scheidsrechter: Yousef Al-Marzouq (KUW) |
| 7 april Kwalificatie Challenge Cup 2012 Groep D № «onderlinge duels» 15:30 uur | Choe Kum-chol 2' Ri Chol-myong 5' Pak Nam-chol 21' Choe Kum-chol 47' |       |           | Dasarath Rangasalastadion, Kathmandu Toeschouwers: 2.000 Scheidsrechter: Yousef Al-Marzouq (KUW) |

|                                                                                |       |                  |             | |
| 9 april Kwalificatie Challenge Cup 2012 Groep D № «onderlinge duels» 15:30 uur | Nepal | 0 – 1            | Noord-Korea | Dasarath Rangasalastadion, Kathmandu Toeschouwers: 22.000 Scheidsrechter: Salah Abbas Alabbasi (BHR) |
| 9 april Kwalificatie Challenge Cup 2012 Groep D № «onderlinge duels» 15:30 uur |       | 31' Jong Il-gwan |             | Dasarath Rangasalastadion, Kathmandu Toeschouwers: 22.000 Scheidsrechter: Salah Abbas Alabbasi (BHR) |

|                                                                                 |                                       |       |             |                                                                                                  |
| 11 april Kwalificatie Challenge Cup 2012 Groep D № «onderlinge duels» 15:30 uur | Noord-Korea                           | 2 – 0 | Afghanistan | Dasarath Rangasalastadion, Kathmandu Toeschouwers: 1.000 Scheidsrechter: Yaqoob Abdul Baki (OMA) |
| 11 april Kwalificatie Challenge Cup 2012 Groep D № «onderlinge duels» 15:30 uur | Choe Kum-chol 45+1' Ri Chol-myong 68' |       |             | Dasarath Rangasalastadion, Kathmandu Toeschouwers: 1.000 Scheidsrechter: Yaqoob Abdul Baki (OMA) |

|                                                         |                                |       |             |                                                                                  |
| 8 juni Vriendschappelijk № «onderlinge duels» 19:35 uur | China                          | 2 – 0 | Noord-Korea | Olympisch Stadion, Nanjing Toeschouwers: 30.000 Scheidsrechter: Lee Min-hu (KOR) |
| 8 juni Vriendschappelijk № «onderlinge duels» 19:35 uur | Deng Zhuoxiang 38' Gao Lin 41' |       |             | Olympisch Stadion, Nanjing Toeschouwers: 30.000 Scheidsrechter: Lee Min-hu (KOR) |

|                                                              |         |       |             |                                |
| 10 augustus Vriendschappelijk № «onderlinge duels» 20:00 uur | Koeweit | 0 – 0 | Noord-Korea | Al Kuwaitstadion, Koeweit-Stad |
| 10 augustus Vriendschappelijk № «onderlinge duels» 20:00 uur |         |       |             | Al Kuwaitstadion, Koeweit-Stad |

|                                                                         |                    |       |             |                                                                                    |
| 2 september Kwalificatie WK 2014 Groep C № «onderlinge duels» 19:20 uur | Japan              | 1 – 0 | Noord-Korea | Saitamastadion, Saitama Toeschouwers: 62.000 Scheidsrechter: Ravshan Irmatov (ENG) |
| 2 september Kwalificatie WK 2014 Groep C № «onderlinge duels» 19:20 uur | Maya Yoshida 90+4' |       |             | Saitamastadion, Saitama Toeschouwers: 62.000 Scheidsrechter: Ravshan Irmatov (ENG) |

|                                                                         |                  |       |              |                                                                                    |
| 6 september Kwalificatie WK 2014 Groep C № «onderlinge duels» 16:30 uur | Noord-Korea      | 1 – 0 | Tadzjikistan | Yanggakdostadion, Pyongyang Toeschouwers: 28.000 Scheidsrechter: Võ Minh Trí (VIE) |
| 6 september Kwalificatie WK 2014 Groep C № «onderlinge duels» 16:30 uur | Pak Nam-chol 14' |       |              | Yanggakdostadion, Pyongyang Toeschouwers: 28.000 Scheidsrechter: Võ Minh Trí (VIE) |

|                                                                        |             |                       |             |                                                                                        |
| 11 oktober Kwalificatie WK 2014 Groep C № «onderlinge duels» 16:00 uur | Noord-Korea | 0 – 1                 | Oezbekistan | Yanggakdostadion, Pyongyang Toeschouwers: 29.000 Scheidsrechter: Alireza Faghani (IRN) |
| 11 oktober Kwalificatie WK 2014 Groep C № «onderlinge duels» 16:00 uur |             | 26' Aleksandr Geynrix |             | Yanggakdostadion, Pyongyang Toeschouwers: 29.000 Scheidsrechter: Alireza Faghani (IRN) |

|                                                                         |                   |       |             |                                                                                                |
| 11 november Kwalificatie WK 2014 Groep C № «onderlinge duels» 18:00 uur | Oezbekistan       | 1 – 0 | Noord-Korea | Pakhtakor Markaziystadion, Tasjkent Toeschouwers: 27.525 Scheidsrechter: Andre El Haddad (LIB) |
| 11 november Kwalificatie WK 2014 Groep C № «onderlinge duels» 18:00 uur | Timur Kapadze 48' |       |             | Pakhtakor Markaziystadion, Tasjkent Toeschouwers: 27.525 Scheidsrechter: Andre El Haddad (LIB) |

|                                                                         |                  |       |       |                                                                                          |
| 15 november Kwalificatie WK 2014 Groep C № «onderlinge duels» 16:00 uur | Noord-Korea      | 1 – 0 | Japan | Kim Il-sungstadion, Pyongyang Toeschouwers: 50.000 Scheidsrechter: Nawaf Shukralla (BHR) |
| 15 november Kwalificatie WK 2014 Groep C № «onderlinge duels» 16:00 uur | Pak Nam-chol 50' |       |       | Kim Il-sungstadion, Pyongyang Toeschouwers: 50.000 Scheidsrechter: Nawaf Shukralla (BHR) |

### 2012
|                                                              |             |       |                      |                          |
| 17 februari Vriendschappelijk № «onderlinge duels» 18:45 uur | Noord-Korea | 1 – 1 | Koeweit              | He Longstadion, Changsha |
| 17 februari Vriendschappelijk № «onderlinge duels» 18:45 uur | 18'         |       | 85' Fahad Al-Rashidi | He Longstadion, Changsha |

|                                                                         |                        |       |                           | |
| 29 februari Kwalificatie WK 2014 Groep C № «onderlinge duels» 13:30 uur | Tadzjikistan           | 1 – 1 | Noord-Korea               | Stadion 20-letie Nezavisimosti, Khujand Toeschouwers: 35.000 Scheidsrechter: Banjar Al-Dosari (QAT) |
| 29 februari Kwalificatie WK 2014 Groep C № «onderlinge duels» 13:30 uur | Akhtam Khamroqulov 61' |       | 54' (pen.) Jang Song-hyok | Stadion 20-letie Nezavisimosti, Khujand Toeschouwers: 35.000 Scheidsrechter: Banjar Al-Dosari (QAT) |

| AFC Challenge Cup 2012 |
| ---------------------- |

|                                                                  |                                    |       |            |                                                                                   |
| 9 maart AFC Challenge Cup Groep B № «onderlinge duels» 15:00 uur | Noord-Korea                        | 2 – 0 | Filipijnen | Halchowkstadion, Kathmandu Toeschouwers: 1.500 Scheidsrechter: Pratap Singh (IND) |
| 9 maart AFC Challenge Cup Groep B № «onderlinge duels» 15:00 uur | Pak Nam-chol 58' Jang Kuk-chol 70' |       |            | Halchowkstadion, Kathmandu Toeschouwers: 1.500 Scheidsrechter: Pratap Singh (IND) |

|                                                                   |              |                                              |             |                                                                                          |
| 11 maart AFC Challenge Cup Groep B № «onderlinge duels» 15:00 uur | Tadzjikistan | 0 – 2                                        | Noord-Korea | Dasarath Rangasalastadion, Kathmandu Toeschouwers: 700 Scheidsrechter: Ali Sabbagh (LIB) |
| 11 maart AFC Challenge Cup Groep B № «onderlinge duels» 15:00 uur |              | 61' Akhtam Khamroqulov 66' Nuriddin Davronov |             | Dasarath Rangasalastadion, Kathmandu Toeschouwers: 700 Scheidsrechter: Ali Sabbagh (LIB) |

|                                                                   |                                                                      |       |       |                                                                                             |
| 13 maart AFC Challenge Cup Groep B № «onderlinge duels» 15:00 uur | Noord-Korea                                                          | 4 – 0 | India | Dasarath Rangasalastadion, Kathmandu Toeschouwers: 200 Scheidsrechter: Chaiya Mahapab (THA) |
| 13 maart AFC Challenge Cup Groep B № «onderlinge duels» 15:00 uur | Jon Kwang-ik 3' Ri Kwang-hyok 34' Pak Nam-chol 59' Ri Chol-myong 70' |       |       | Dasarath Rangasalastadion, Kathmandu Toeschouwers: 200 Scheidsrechter: Chaiya Mahapab (THA) |

|                                                                        |                                         |       |           |                                                                                                  |
| 16 maart AFC Challenge Cup Halve finale № «onderlinge duels» 18:30 uur | Noord-Korea                             | 2 – 0 | Palestina | Dasarath Rangasalastadion, Kathmandu Toeschouwers: 3.000 Scheidsrechter: Yousef Al-Marzouq (KUW) |
| 16 maart AFC Challenge Cup Halve finale № «onderlinge duels» 18:30 uur | Pak Kwang-ryong 42' Pak Kwang-ryong 68' |       |           | Dasarath Rangasalastadion, Kathmandu Toeschouwers: 3.000 Scheidsrechter: Yousef Al-Marzouq (KUW) |

|                                                                  |                    |       |                                            |                                                                                           |
| 19 maart AFC Challenge Cup Finale № «onderlinge duels» 18:30 uur | Turkmenistan       | 1 – 2 | Noord-Korea                                | Dasarath Rangasalastadion, Kathmandu Toeschouwers: 9.000 Scheidsrechter: Ryuji Sato (JPN) |
| 19 maart AFC Challenge Cup Finale № «onderlinge duels» 18:30 uur | Berdi Şamyradow 2' |       | 36' Jong Il-gwan 87' (pen.) Jang Song-hyok | Dasarath Rangasalastadion, Kathmandu Toeschouwers: 9.000 Scheidsrechter: Ryuji Sato (JPN) |

|  |  |  |  |  |  |  |  |  |

|                                                               |           |                                    |             |                                                                        |
| 10 september Vriendschappelijk № «onderlinge duels» 19:30 uur | Indonesië | 0 – 2                              | Noord-Korea | Gelora Bung Karnostadion, Jakarta Scheidsrechter: Suhaizi Shukri (MAS) |
| 10 september Vriendschappelijk № «onderlinge duels» 19:30 uur |           | 68' Pak Song-chol 77' Jong Il-gwan |             | Gelora Bung Karnostadion, Jakarta Scheidsrechter: Suhaizi Shukri (MAS) |

|                                                                                  |                  |       | |                                                                              |
| 1 december Oost-Aziatisch kampioenschap Voorronde № «onderlinge duels» 17:10 uur | Chinees Taipei   | 1 – 6 | Noord-Korea                                                                                          | Mong Kokstadion, Hongkong Toeschouwers: 3.040 Scheidsrechter: Wang Zhe (CHN) |
| 1 december Oost-Aziatisch kampioenschap Voorronde № «onderlinge duels» 17:10 uur | Chen Hao-wei 79' |       | 28' An Il-bom 34' Pak Song-chol 42' Ri Kwang-hyok 65' Pak Nam-chol 67' Ri Myong-jun 89' Ri Myong-jun | Mong Kokstadion, Hongkong Toeschouwers: 3.040 Scheidsrechter: Wang Zhe (CHN) |

|                                                                                  |                                                                                   |       |      |                                                                                         |
| 3 december Oost-Aziatisch kampioenschap Voorronde № «onderlinge duels» 17:50 uur | Noord-Korea                                                                       | 5 – 0 | Guam | Mong Kokstadion, Hongkong Toeschouwers: 4.160 Scheidsrechter: Mongkolchai Pechsri (THA) |
| 3 december Oost-Aziatisch kampioenschap Voorronde № «onderlinge duels» 17:50 uur | An Il-bom 25' Ri Myong-jun 34' Ri Myong-jun 59' Pak Nam-chol 82' Jong Il-gwan 87' |       |      | Mong Kokstadion, Hongkong Toeschouwers: 4.160 Scheidsrechter: Mongkolchai Pechsri (THA) |

|                                                                                  |                 |       |                    |                                                                                       |
| 5 december Oost-Aziatisch kampioenschap Voorronde № «onderlinge duels» 20:30 uur | Noord-Korea     | 1 – 1 | Australië          | Mong Kokstadion, Hongkong Toeschouwers: 989 Scheidsrechter: Mongkolchai Pechsri (THA) |
| 5 december Oost-Aziatisch kampioenschap Voorronde № «onderlinge duels» 20:30 uur | An Yong-hak 64' |       | 4' Archie Thompson | Mong Kokstadion, Hongkong Toeschouwers: 989 Scheidsrechter: Mongkolchai Pechsri (THA) |

|                                                                                  |          |                                                                       |             |                                                                              |
| 9 december Oost-Aziatisch kampioenschap Voorronde № «onderlinge duels» 14:20 uur | Hongkong | 0 – 4                                                                 | Noord-Korea | Hongkongstadion, Hongkong Toeschouwers: 3.737 Scheidsrechter: Yao Qing (CHN) |
| 9 december Oost-Aziatisch kampioenschap Voorronde № «onderlinge duels» 14:20 uur |          | 27' Pak Nam-chol 33' Ryang Yong-gi 36' Pak Nam-chol 85' Pak Song-chol |             | Hongkongstadion, Hongkong Toeschouwers: 3.737 Scheidsrechter: Yao Qing (CHN) |

### 2013
|                                                             |                                                                |       |                                          |                                                                                                   |
| 23 januari Vriendschappelijk № «onderlinge duels» 18:00 uur | Zweden                                                         | 1 – 1 | Noord-Korea                              | 700th Anniversary Stadium, Chiang Mai Toeschouwers: 500 Scheidsrechter: Mongkolchai Pechsri (THA) |
| 23 januari Vriendschappelijk № «onderlinge duels» 18:00 uur | Erton Fejzullahu 56'                                           |       | 48' Hong Kum-song                        | 700th Anniversary Stadium, Chiang Mai Toeschouwers: 500 Scheidsrechter: Mongkolchai Pechsri (THA) |
| 23 januari Vriendschappelijk № «onderlinge duels» 18:00 uur | Strafschoppen                                                  |       |                                          | 700th Anniversary Stadium, Chiang Mai Toeschouwers: 500 Scheidsrechter: Mongkolchai Pechsri (THA) |
| 23 januari Vriendschappelijk № «onderlinge duels» 18:00 uur | Anders Svensson Daniel Majstorović Tobias Hysén Pontus Jansson | 4 – 1 | Jang Kuk-chol Kang Kuk-chol Kim Chol-bom | 700th Anniversary Stadium, Chiang Mai Toeschouwers: 500 Scheidsrechter: Mongkolchai Pechsri (THA) |

|                                                             |                                                      |       |                              |                                                                                              |
| 26 januari Vriendschappelijk № «onderlinge duels» 15:00 uur | Thailand                                             | 2 – 2 | Noord-Korea                  | 700th Anniversary Stadium, Chiang Mai Toeschouwers: 23.000 Scheidsrechter: Võ Minh Trí (VIE) |
| 26 januari Vriendschappelijk № «onderlinge duels» 15:00 uur | Teerathep Winothai 26' (pen.) Datsakorn Thonglao 61' |       | 58' Jo Kwang 70' Pak Song-il | 700th Anniversary Stadium, Chiang Mai Toeschouwers: 23.000 Scheidsrechter: Võ Minh Trí (VIE) |

|                                                          |       |       |             |                               |
| 11 juni Vriendschappelijk № «onderlinge duels» 17:30 uur | Qatar | 0 – 0 | Noord-Korea | Jassim Bin Hamadstadion, Doha |
| 11 juni Vriendschappelijk № «onderlinge duels» 17:30 uur |       |       |             | Jassim Bin Hamadstadion, Doha |

|                                                              |                                         |       |                 |                                     |
| 6 september Vriendschappelijk № «onderlinge duels» 20:00 uur | Koeweit                                 | 2 – 1 | Noord-Korea     | Jaber Al-Ahmadstadion, Koeweit-Stad |
| 6 september Vriendschappelijk № «onderlinge duels» 20:00 uur | Bader Al-Muttwa 43' Bader Al-Muttwa 86' |       | 73' Ri Jin-hyok | Jaber Al-Ahmadstadion, Koeweit-Stad |

### 2014
|                                                              |                                             |       |             |                                                                        |
| 21 februari Vriendschappelijk № «onderlinge duels» 17:00 uur | Irak                                        | 2 – 0 | Noord-Korea | Za'abeelstadion, Dubai Scheidsrechter: Mohamed Ismail Al-Zarouni (VAE) |
| 21 februari Vriendschappelijk № «onderlinge duels» 17:00 uur | Mustafa Nadhim 9' Mohannad Abdul-Raheem 67' |       |             | Za'abeelstadion, Dubai Scheidsrechter: Mohamed Ismail Al-Zarouni (VAE) |

|                                                             |                    |       |             |                                  |
| 31 oktober Vriendschappelijk № «onderlinge duels» 21:00 uur | Koeweit            | 1 – 0 | Noord-Korea | Mohammed Bin Zayedstadion, Dubai |
| 31 oktober Vriendschappelijk № «onderlinge duels» 21:00 uur | Ali Al-Maqseed 16' |       |             | Mohammed Bin Zayedstadion, Dubai |

|                                                             |                                         |       |                                      |                          |
| 2 november Vriendschappelijk № «onderlinge duels» 21:00 uur | Bahrein                                 | 2 – 2 | Noord-Korea                          | Nationaal stadion, Riffa |
| 2 november Vriendschappelijk № «onderlinge duels» 21:00 uur | Sami Al-Husaini 10' Husain Ali Baba 63' |       | 58' Pak Song-chol 76' Jang Song-hyok | Nationaal stadion, Riffa |

|                                                             |                                                                    |       |                         |                                   |
| 6 november Vriendschappelijk № «onderlinge duels» 19:00 uur | Qatar                                                              | 3 – 1 | Noord-Korea             | Abdullah bin Khalifastadion, Doha |
| 6 november Vriendschappelijk № «onderlinge duels» 19:00 uur | Abdulgadir Ilyas Bakur 48' Boualem Khoukhi 50' Hasan Al-Haidos 57' |       | 76' (pen.) Jong Hyok-so | Abdullah bin Khalifastadion, Doha |

|                                                                                   |                                   |       |                  |                                                                                          |
| 13 november Oost-Aziatisch kampioenschap Voorronde № «onderlinge duels» 16:00 uur | Noord-Korea                       | 2 – 1 | Hongkong         | Taipei Municipal Stadium, Taipei Toeschouwers: 800 Scheidsrechter: Hiroyuki Kimura (JPN) |
| 13 november Oost-Aziatisch kampioenschap Voorronde № «onderlinge duels» 16:00 uur | Ri Chol-myong 59' O Hyok-chol 80' |       | 84' Jaimes McKee | Taipei Municipal Stadium, Taipei Toeschouwers: 800 Scheidsrechter: Hiroyuki Kimura (JPN) |

|                                                                                   |                    |       |                                                                                         |                                                                                  |
| 16 november Oost-Aziatisch kampioenschap Voorronde № «onderlinge duels» 16:00 uur | Guam               | 1 – 5 | Noord-Korea                                                                             | Taipei Municipal Stadium, Taipei Toeschouwers: 657 Scheidsrechter: Tan Hai (CHN) |
| 16 november Oost-Aziatisch kampioenschap Voorronde № «onderlinge duels» 16:00 uur | Jason Cunliffe 58' |       | 14' Jong Il-gwan 70' Jong Il-gwan 82' Ri Sang-chol 86' Ri Sang-chol 90+3' Kye Song-hyok | Taipei Municipal Stadium, Taipei Toeschouwers: 657 Scheidsrechter: Tan Hai (CHN) |

|                                                                                   |                |       |             |                                                                                            |
| 19 november Oost-Aziatisch kampioenschap Voorronde № «onderlinge duels» 19:00 uur | Chinees Taipei | 0 – 0 | Noord-Korea | Taipei Municipal Stadium, Taipei Toeschouwers: 5.807 Scheidsrechter: Hiroyuki Kimura (JPN) |
| 19 november Oost-Aziatisch kampioenschap Voorronde № «onderlinge duels» 19:00 uur |                |       |             | Taipei Municipal Stadium, Taipei Toeschouwers: 5.807 Scheidsrechter: Hiroyuki Kimura (JPN) |

### 2015
| Aziatisch kampioenschap voetbal 2015 |
| ------------------------------------ |

|                                                                           |               |       |             |                                                                                |
| 10 januari Aziatisch kampioenschap Groep B № «onderlinge duels» 18:00 uur | Oezbekistan   | 1 – 0 | Noord-Korea | ANZ Stadium, Sydney Toeschouwers: 12.078 Scheidsrechter: Nawaf Shukralla (BHR) |
| 10 januari Aziatisch kampioenschap Groep B № «onderlinge duels» 18:00 uur | Igor Sergejev |       |             | ANZ Stadium, Sydney Toeschouwers: 12.078 Scheidsrechter: Nawaf Shukralla (BHR) |

|                                                                           |                   |       |                                                                                   | |
| 14 januari Aziatisch kampioenschap Groep B № «onderlinge duels» 19:00 uur | Noord-Korea       | 1 – 4 | Saoedi-Arabië                                                                     | Melbourne Rectangular Stadium, Melbourne Toeschouwers: 12.349 Scheidsrechter: Abdullah Al-Hilali (OMA) |
| 14 januari Aziatisch kampioenschap Groep B № «onderlinge duels» 19:00 uur | Ryang Yong-gi 11' |       | 37' Naif Hazazi 52' Mohammad Al-Sahlawi 54' Mohammad Al-Sahlawi 77' Nawaf Al-Abed | Melbourne Rectangular Stadium, Melbourne Toeschouwers: 12.349 Scheidsrechter: Abdullah Al-Hilali (OMA) |

|                                                                           |                      |       |                    |                                                                                         |
| 18 januari Aziatisch kampioenschap Groep B № «onderlinge duels» 20:00 uur | China                | 2 – 1 | Noord-Korea        | Canberra Stadium, Canberra Toeschouwers: 18.457 Scheidsrechter: Abdulrahman Abdou (QAT) |
| 18 januari Aziatisch kampioenschap Groep B № «onderlinge duels» 20:00 uur | Sun Ke 1' Sun Ke 42' |       | 57' (e.d.) Gao Lin | Canberra Stadium, Canberra Toeschouwers: 18.457 Scheidsrechter: Abdulrahman Abdou (QAT) |

|  |  |  |  |  |  |  |  |  |

|                                                         |                   |       |                   |                                                                                           |
| 17 mei Vriendschappelijk № «onderlinge duels» 20:00 uur | Vietnam           | 1 – 1 | Noord-Korea       | Nationaal stadion, Hanoi Toeschouwers: 34.000 Scheidsrechter: Alongkorn Feemuechang (THA) |
| 17 mei Vriendschappelijk № «onderlinge duels» 20:00 uur | Hồng Quân Mạc 64' |       | 83' Hong Kum-song | Nationaal stadion, Hanoi Toeschouwers: 34.000 Scheidsrechter: Alongkorn Feemuechang (THA) |

|                                                         |          |                  |             |                                                                                         |
| 20 mei Vriendschappelijk № «onderlinge duels» 20:00 uur | Thailand | 0 – 1            | Noord-Korea | Rajamangalastadion, Bangkok Toeschouwers: 8.000 Scheidsrechter: Teetichai Nualjan (THA) |
| 20 mei Vriendschappelijk № «onderlinge duels» 20:00 uur |          | 20' Ri Hyok-chol |             | Rajamangalastadion, Bangkok Toeschouwers: 8.000 Scheidsrechter: Teetichai Nualjan (THA) |

|                                                                     |       |                |             |                                                                                                |
| 11 juni Kwalificatie WK 2018 Groep H № «onderlinge duels» 19:00 uur | Jemen | 0 – 3          | Noord-Korea | Suheim Bin Hamadstadion, Doha Toeschouwers: 3.200 Scheidsrechter: Hettikamkanamge Perera (SRI) |
| 11 juni Kwalificatie WK 2018 Groep H № «onderlinge duels» 19:00 uur |       | 71' So Hyon-uk |             | Suheim Bin Hamadstadion, Doha Toeschouwers: 3.200 Scheidsrechter: Hettikamkanamge Perera (SRI) |

|                                                                     |                                                                     |       |                                       |                                                                                         |
| 16 juni Kwalificatie WK 2018 Groep H № «onderlinge duels» 17:00 uur | Noord-Korea                                                         | 4 – 2 | Oezbekistan                           | Kim Il-sungstadion, Pyongyang Toeschouwers: 42.000 Scheidsrechter: Mohamad Yaacob (MAS) |
| 16 juni Kwalificatie WK 2018 Groep H № «onderlinge duels» 17:00 uur | Pak Kwang-ryong 4' Jang Kuk-chol 16' Ro Hak-su 34' Ri Hyok-chol 36' |       | 53' Igor Sergejev 79' Sardor Rashidov | Kim Il-sungstadion, Pyongyang Toeschouwers: 42.000 Scheidsrechter: Mohamad Yaacob (MAS) |

|                                                                        |                                  |       |              |                                                                                |
| 2 augustus Oost-Aziatisch kampioenschap № «onderlinge duels» 18:20 uur | Noord-Korea                      | 2 – 1 | Japan        | Wuhanstadion, Wuhan Toeschouwers: 11.500 Scheidsrechter: Alireza Faghani (IRN) |
| 2 augustus Oost-Aziatisch kampioenschap № «onderlinge duels» 18:20 uur | Ri Hyok-chol 77' Pak Hyon-il 87' |       | 3' Yuki Muto | Wuhanstadion, Wuhan Toeschouwers: 11.500 Scheidsrechter: Alireza Faghani (IRN) |

|                                                                      |                                     |       |             |                                                                                  |
| 5 augustus Oost-Aziatisch kampioenschap «onderlinge duels» 21:00 uur | China                               | 2 – 0 | Noord-Korea | Wuhanstadion, Wuhan Toeschouwers: 22.000 Scheidsrechter: Mohd Amirul Izwan (MAS) |
| 5 augustus Oost-Aziatisch kampioenschap «onderlinge duels» 21:00 uur | Yu Dabao 35' Wang Yongpo 51' (pen.) |       |             | Wuhanstadion, Wuhan Toeschouwers: 22.000 Scheidsrechter: Mohd Amirul Izwan (MAS) |

|                                                                        |            |       |             |                                                                               |
| 9 augustus Oost-Aziatisch kampioenschap № «onderlinge duels» 17:10 uur | Zuid-Korea | 0 – 0 | Noord-Korea | Wuhanstadion, Wuhan Toeschouwers: 8.425 Scheidsrechter: Alireza Faghani (IRN) |
| 9 augustus Oost-Aziatisch kampioenschap № «onderlinge duels» 17:10 uur |            |       |             | Wuhanstadion, Wuhan Toeschouwers: 8.425 Scheidsrechter: Alireza Faghani (IRN) |

|                                                                         |         |                  |             |                                                                                 |
| 3 september Kwalificatie WK 2018 Groep H № «onderlinge duels» 18:40 uur | Bahrein | 0 – 1            | Noord-Korea | Nationaal stadion, Riffa Toeschouwers: 9.500 Scheidsrechter: Mohsen Torky (IRN) |
| 3 september Kwalificatie WK 2018 Groep H № «onderlinge duels» 18:40 uur |         | 44' Jong Il-gwan |             | Nationaal stadion, Riffa Toeschouwers: 9.500 Scheidsrechter: Mohsen Torky (IRN) |

|                                                                       |             |       |            |                                                                                  |
| 8 oktober Kwalificatie WK 2018 Groep H № «onderlinge duels» 16:00 uur | Noord-Korea | 0 – 0 | Filipijnen | Kim Il-sungstadion, Pyongyang Toeschouwers: 41.000 Scheidsrechter: Ma Ning (CHN) |
| 8 oktober Kwalificatie WK 2018 Groep H № «onderlinge duels» 16:00 uur |             |       |            | Kim Il-sungstadion, Pyongyang Toeschouwers: 41.000 Scheidsrechter: Ma Ning (CHN) |

|                                                                        |                         |       |       |                                                                                       |
| 13 oktober Kwalificatie WK 2018 Groep H № «onderlinge duels» 16:00 uur | Noord-Korea             | 1 – 0 | Jemen | Kim Il-sungstadion, Pyongyang Toeschouwers: 41.000 Scheidsrechter: Liu Kwok Man (HKG) |
| 13 oktober Kwalificatie WK 2018 Groep H № «onderlinge duels» 16:00 uur | Jong Il-gwan 12' (pen.) |       |       | Kim Il-sungstadion, Pyongyang Toeschouwers: 41.000 Scheidsrechter: Liu Kwok Man (HKG) |

|                                                                         |                                                          |       |                 |                                                                                       |
| 12 november Kwalificatie WK 2018 Groep H № «onderlinge duels» 18:00 uur | Oezbekistan                                              | 3 – 1 | Noord-Korea     | Bunyodkorstadion, Tasjkent Toeschouwers: 27.135 Scheidsrechter: Alireza Faghani (IRN) |
| 12 november Kwalificatie WK 2018 Groep H № «onderlinge duels» 18:00 uur | Igor Sergejev 24' Aleksandr Geynrix 66' Odil Ahmedov 87' |       | 2' Ri Hyok-chol | Bunyodkorstadion, Tasjkent Toeschouwers: 27.135 Scheidsrechter: Alireza Faghani (IRN) |

|                                                                         |                                                 |       |         |                                                                                                   |
| 17 november Kwalificatie WK 2018 Groep H № «onderlinge duels» 15:30 uur | Noord-Korea                                     | 2 – 0 | Bahrein | Kim Il-sungstadion, Pyongyang Toeschouwers: 45.000 Scheidsrechter: Muahmmad Taqi Bin Jahari (SIN) |
| 17 november Kwalificatie WK 2018 Groep H № «onderlinge duels» 15:30 uur | Pak Kwang-ryong 45+1' (pen.) Jong Il-gwan 90+3' |       |         | Kim Il-sungstadion, Pyongyang Toeschouwers: 45.000 Scheidsrechter: Muahmmad Taqi Bin Jahari (SIN) |

### 2016
|                                                                      |                                                 |       |             |                                                                                            |
| 29 maart Kwalificatie WK 2018 Groep H № «onderlinge duels» 20:00 uur | Filipijnen                                      | 3 – 2 | Noord-Korea | Rizal Memorial Stadium, Manilla Toeschouwers: 7.350 Scheidsrechter: Fahad Al-Mirdasi (KSA) |
| 29 maart Kwalificatie WK 2018 Groep H № «onderlinge duels» 20:00 uur | Pak Kwang-ryong 45+1' (pen.) Jong Il-gwan 90+3' |       |             | Rizal Memorial Stadium, Manilla Toeschouwers: 7.350 Scheidsrechter: Fahad Al-Mirdasi (KSA) |

|                                                              |                           |       |                  |                                                        |
| 21 augustus Vriendschappelijk № «onderlinge duels» 20:00 uur | Irak                      | 1 – 1 | Noord-Korea      | Tuanku Abdul Rahmanstadion, Seremban Toeschouwers: 100 |
| 21 augustus Vriendschappelijk № «onderlinge duels» 20:00 uur | Mohannad Abdul-Raheem 30' |       | 21' Jong Il-gwan | Tuanku Abdul Rahmanstadion, Seremban Toeschouwers: 100 |

|                                                              |                                            |       |                              |                           |
| 24 augustus Vriendschappelijk № «onderlinge duels» 18:30 uur | Noord-Korea                                | 2 – 0 | Verenigde Arabische Emiraten | Sjanghaistadion, Sjanghai |
| 24 augustus Vriendschappelijk № «onderlinge duels» 18:30 uur | Jong Il-gwan 25' (pen.) Myong Cha-hyon 42' |       |                              | Sjanghaistadion, Sjanghai |

|                                                            | |       |                                         |                                                                                                   |
| 6 oktober Vriendschappelijk № «onderlinge duels» 18:00 uur | Vietnam                                                                                            | 5 – 2 | Noord-Korea                             | Thong Nhatstadion, Ho Chi Minhstad Toeschouwers: 22.000 Scheidsrechter: Mongkolchai Pechsri (THA) |
| 6 oktober Vriendschappelijk № «onderlinge duels» 18:00 uur | Tuấn Anh Nguyễn 32' Công Vinh Lê 50' Văn Thanh Vũ 62' Xuân Trường Lương 84' Thành Lương Phạm 90+3' |       | 14' Pak Kwang-ryong 52' Pak Kwang-ryong | Thong Nhatstadion, Ho Chi Minhstad Toeschouwers: 22.000 Scheidsrechter: Mongkolchai Pechsri (THA) |

|                                                             |                 |       |                                                        |                                                                                          |
| 10 oktober Vriendschappelijk № «onderlinge duels» 20:00 uur | Filipijnen      | 1 – 3 | Noord-Korea                                            | Rizal Memorial Stadium, Manilla Toeschouwers: 3.000 Scheidsrechter: Anh Tuấn Hoàng (VIE) |
| 10 oktober Vriendschappelijk № «onderlinge duels» 20:00 uur | Iain Ramsay 77' |       | 11' Pak Kwang-ryong 38' Pak Song-chol 68' Jong Il-gwan | Rizal Memorial Stadium, Manilla Toeschouwers: 3.000 Scheidsrechter: Anh Tuấn Hoàng (VIE) |

|                                                                                  |                                   |       |                |                                                                 |
| 6 november Oost-Aziatisch kampioenschap Voorronde № «onderlinge duels» 15:00 uur | Noord-Korea                       | 2 – 0 | Chinees Taipei | Mong Kokstadion, Hongkong Scheidsrechter: Pranjal Banerji (IND) |
| 6 november Oost-Aziatisch kampioenschap Voorronde № «onderlinge duels» 15:00 uur | Jong Il-gwan 16' Sim Hyon-jin 87' |       |                | Mong Kokstadion, Hongkong Scheidsrechter: Pranjal Banerji (IND) |

|                                                                                  |      |                                    |             |                                                                   |
| 9 november Oost-Aziatisch kampioenschap Voorronde № «onderlinge duels» 17:00 uur | Guam | 0 – 2                              | Noord-Korea | Mong Kokstadion, Hongkong Scheidsrechter: Bold Khash-Erdene (MGL) |
| 9 november Oost-Aziatisch kampioenschap Voorronde № «onderlinge duels» 17:00 uur |      | 67' So Hyon-uk 87' Pak Kwang-ryong |             | Mong Kokstadion, Hongkong Scheidsrechter: Bold Khash-Erdene (MGL) |

|                                                                                   |          |                  |             |                                                                                      |
| 12 november Oost-Aziatisch kampioenschap Voorronde № «onderlinge duels» 18:00 uur | Hongkong | 0 – 1            | Noord-Korea | Mong Kokstadion, Mong Kok Toeschouwers: 4.838 Scheidsrechter: Pranjal Banerjee (IND) |
| 12 november Oost-Aziatisch kampioenschap Voorronde № «onderlinge duels» 18:00 uur |          | 22' Jong Il-gwan |             | Mong Kokstadion, Mong Kok Toeschouwers: 4.838 Scheidsrechter: Pranjal Banerjee (IND) |

### 2017
|                                                       |                                      |       |                                     |                                                                   |
| 6 juni Vriendschappelijk «onderlinge duels» 21:00 uur | Qatar                                | 2 – 2 | Noord-Korea                         | Jassim Bin Hamadstadion, Doha Scheidsrechter: Milorad Mažić (SRB) |
| 6 juni Vriendschappelijk «onderlinge duels» 21:00 uur | Abdelkarim Hassan 32' Akram Afif 55' |       | 63' Pak Kwang-ryong 72' Kim Yu-song | Jassim Bin Hamadstadion, Doha Scheidsrechter: Milorad Mažić (SRB) |

|                                                                   |                    |       |                 |                                                                                |
| 13 juni Kwalificatie AK 2019 Groep B «onderlinge duels» 20:00 uur | Hongkong           | 1 – 1 | Noord-Korea     | Hongkongstadion, Hongkong Toeschouwers: 8.194 Scheidsrechter: Jansen Foo (SIN) |
| 13 juni Kwalificatie AK 2019 Groep B «onderlinge duels» 20:00 uur | Tan Chun Lok 45+1' |       | 46' Kim Yu-song | Hongkongstadion, Hongkong Toeschouwers: 8.194 Scheidsrechter: Jansen Foo (SIN) |

|                                                                       |                                 |       |                                       |                                                                                      |
| 5 september Kwalificatie AK 2019 Groep B «onderlinge duels» 17:00 uur | Noord-Korea                     | 2 – 2 | Libanon                               | Kim Il-sungstadion, Pyongyang Toeschouwers: 31.000 Scheidsrechter: Aziz Asimov (UZB) |
| 5 september Kwalificatie AK 2019 Groep B «onderlinge duels» 17:00 uur | Kim Yu-song 23' Ri Yong-jik 87' |       | 47' Nour Mansour 90+4' Hassan Maatouk | Kim Il-sungstadion, Pyongyang Toeschouwers: 31.000 Scheidsrechter: Aziz Asimov (UZB) |

|                                                                      |                                                                                       |       |             | |
| 10 oktober Kwalificatie AK 2019 Groep B «onderlinge duels» 17:30 uur | Libanon                                                                               | 5 – 0 | Noord-Korea | Camille Chamoun Sports City Stadium, Beiroet Toeschouwers: 3.000 Scheidsrechter: Minoru Tojo (PRK) |
| 10 oktober Kwalificatie AK 2019 Groep B «onderlinge duels» 17:30 uur | Hilal El-Helwe 21' Hassan Maatouk 25' Samir Ayass 50' Ali Hamam 80' Rabih Ataya 90+1' |       |             | Camille Chamoun Sports City Stadium, Beiroet Toeschouwers: 3.000 Scheidsrechter: Minoru Tojo (PRK) |

|                                                                       |                                                                             |       |                  |                                                                                  |
| 10 november Kwalificatie AK 2019 Groep B «onderlinge duels» 20:00 uur | Noord-Korea                                                                 | 4 – 1 | Maleisië         | Buriramstadion, Buriram Toeschouwers: 287 Scheidsrechter: Fahad Al-Mirdasi (KSA) |
| 10 november Kwalificatie AK 2019 Groep B «onderlinge duels» 20:00 uur | Pak Kwang-ryong 12' (pen.) Kim Yu-song 42' Kim Yong-il 48' Jong Il-gwan 59' |       | 67' Safawi Rasid | Buriramstadion, Buriram Toeschouwers: 287 Scheidsrechter: Fahad Al-Mirdasi (KSA) |

|                                                                       |                  |       |                                                                     |                                                                              |
| 13 november Kwalificatie AK 2019 Groep B «onderlinge duels» 19:00 uur | Maleisië         | 1 – 4 | Noord-Korea                                                         | Buriramstadion, Buriram Toeschouwers: 504 Scheidsrechter: Ahmed Al-Kaf (OMA) |
| 13 november Kwalificatie AK 2019 Groep B «onderlinge duels» 19:00 uur | Safawi Rasid 85' |       | 15' Kim Yu-song 20' Kim Yu-song 44' Kim Yu-song 79' Pak Kwang-ryong | Buriramstadion, Buriram Toeschouwers: 504 Scheidsrechter: Ahmed Al-Kaf (OMA) |

|                                                                      |                       |       |             |                                                                                |
| 9 december Oost-Aziatisch kampioenschap «onderlinge duels» 19:15 uur | Japan                 | 1 – 0 | Noord-Korea | Ajinomotostadion, Tokio Toeschouwers: 20.806 Scheidsrechter: Chris Beath (AUS) |
| 9 december Oost-Aziatisch kampioenschap «onderlinge duels» 19:15 uur | Yosuke Ideguchi 90+3' |       |             | Ajinomotostadion, Tokio Toeschouwers: 20.806 Scheidsrechter: Chris Beath (AUS) |

|                                                                       |             |                         |            |                                                                                          |
| 12 december Oost-Aziatisch kampioenschap «onderlinge duels» 16:30 uur | Noord-Korea | 0 – 1                   | Zuid-Korea | Ajinomotostadion, Tokio Toeschouwers: 5.477 Scheidsrechter: Hettikamkanamge Perera (SRI) |
| 12 december Oost-Aziatisch kampioenschap «onderlinge duels» 16:30 uur |             | 64' (e.d.) Ri Yong-chol |            | Ajinomotostadion, Tokio Toeschouwers: 5.477 Scheidsrechter: Hettikamkanamge Perera (SRI) |

|                                                                       |                |       |                  |                                                                                       |
| 16 december Oost-Aziatisch kampioenschap «onderlinge duels» 16:30 uur | China          | 1 – 1 | Noord-Korea      | Ajinomotostadion, Tokio Toeschouwers: 18.272 Scheidsrechter: Valentin Kovalenko (UZB) |
| 16 december Oost-Aziatisch kampioenschap «onderlinge duels» 16:30 uur | Wei Shihao 28' |       | 81' Jong Il-gwan | Ajinomotostadion, Tokio Toeschouwers: 18.272 Scheidsrechter: Valentin Kovalenko (UZB) |

### 2018
|                                                                    |                                      |       |          |                                                                                              |
| 27 maart Kwalificatie AK 2019 Groep B «onderlinge duels» 17:00 uur | Noord-Korea                          | 2 – 0 | Hongkong | Kim Il-sungstadion, Pyongyang Toeschouwers: 32.000 Scheidsrechter: Omar Mohamed Al-Ali (UAE) |
| 27 maart Kwalificatie AK 2019 Groep B «onderlinge duels» 17:00 uur | Jong Il-gwan 19' Pak Kwang-ryong 25' |       |          | Kim Il-sungstadion, Pyongyang Toeschouwers: 32.000 Scheidsrechter: Omar Mohamed Al-Ali (UAE) |

|                                                           |                          |       |             |                                                                    |
| 13 oktober Vriendschappelijk «onderlinge duels» 20:00 uur | Oezbekistan              | 2 – 0 | Noord-Korea | Bunjodkorstadion, Tasjkent Scheidsrechter: Dmitry Mashentsev (KGZ) |
| 13 oktober Vriendschappelijk «onderlinge duels» 20:00 uur | Marat Bikmaev 37', 90+1' |       |             | Bunjodkorstadion, Tasjkent Scheidsrechter: Dmitry Mashentsev (KGZ) |

|                                                                            |                                                         |       |                 |                                                                                     |
| 11 november Oost-Aziatisch Kampioenschap 2019 «onderlinge duels» 14:10 uur | Noord-Korea                                             | 4 – 1 | Mongolië        | Taipei Municipal Stadium, Taipei Toeschouwers: 25 Scheidsrechter: Minoru Tōjō (JPN) |
| 11 november Oost-Aziatisch Kampioenschap 2019 «onderlinge duels» 14:10 uur | Rim Kwang-hyok 8', 54' Kim Yu-song 29' Jong Il-gwan 64' |       | Nyam-Osoryn 74' | Taipei Municipal Stadium, Taipei Toeschouwers: 25 Scheidsrechter: Minoru Tōjō (JPN) |

### 2019
| Aziatisch kampioenschap 2019 |
| ---------------------------- |

|                                                                       |                      |       |         |                                                                                          |
| 5 september Kwalificatie WK 2022 Groep H «onderligne duels» 17:30 uur | Noord-Korea          | 2 – 0 | Libanon | Kim Il-sungstadion, Pyongyang Toeschouwers: 40.000 Scheidsrechter: Sherzod Kasimov (UZB) |
| 5 september Kwalificatie WK 2022 Groep H «onderligne duels» 17:30 uur | Jong Il-gwan 7', 56' |       |         | Kim Il-sungstadion, Pyongyang Toeschouwers: 40.000 Scheidsrechter: Sherzod Kasimov (UZB) |

DPR Korean Football Association · A-internationals · Selecties · Bondscoaches · Noord-Koreaans vrouwenelftal · Noord-Korea U21 · Noord-Korea U20 · Noord-Korea U19 · Noord-Korea U18 · Noord-Korea U17
1959 – 1969 · 
1970 – 1979 · 
1980 – 1989 · 
1990 – 1999 · 
2000 – 2009 · 
2010 – 2019
AC 1980 ·
AC 1992 ·
AC 2011 ·
AC 2015
WK 1966 ·
WK 2010
OS 1964 ·
OS 1976
1959 ·
1960 ·
1961–1964 · 
1965 ·
1966 ·
1967–1972 · 
1973 ·
1974 ·
1975 ·
1976 ·
1977 · 
1978 ·
1979 ·
1980 ·
1981 ·
1982 ·
1983–1984 · 
1985 ·
1986 ·
1987 · 
1988 ·
1989 ·
1990 ·
1991 ·
1992 ·
1993 ·
1994–1997 · 
1998 ·
1999 ·
2000 ·
2001 ·
2002 ·
2003 ·
2004 ·
2005 ·
2006 · 
2007 ·
2008 ·
2009 ·
2010 ·
2011 ·
2012 ·
2013 ·
2014 ·
2015 ·
2016 ·
2017
Afghanistan ·
Australië · 
Bahrein · 
Bangladesh · 
Bolivia · 
Brazilië · 
Bulgarije ·
Burkina Faso ·
Cambodja · 
Canada · 
Chili · 
China · 
Congo-Brazzaville · 
Egypte · 
Filipijnen · 
Finland · 
Griekenland · 
Guam · 
Guinee ·
Hongkong · 
India · 
Indonesië · 
Irak · 
Iran · 
Italië · 
Ivoorkust · 
Japan · 
Jemen · 
Jordanië · 
Kazachstan · 
Kirgizië · 
Koeweit · 
Letland · 
Libanon · 
Macau · 
Maleisië · 
Mali · 
Mexico · 
Mongolië · 
Myanmar · 
Nepal · 
Nigeria · 
Noorwegen · 
Oezbekistan · 
Oman · 
Pakistan ·
Palestina · 
Paraguay ·
Polen · 
Portugal · 
Qatar · 
Saoedi-Arabië · 
Singapore · 
Sovjet-Unie · 
Sri Lanka · 
Syrië · 
Tadzjikistan · 
Taiwan · 
Thailand · 
Turkmenistan · 
Venezuela · 
Verenigde Arabische Emiraten · 
Verenigde Staten · 
Vietnam · 
Zambia · 
Zuid-Afrika · 
Zuid-Korea · 
Zweden
Ivoorkust (2010) ·
AFC-zone: Afghanistan · Australië · Bahrein · Bangladesh · Bhutan · Brunei · Cambodja · China · Chinees Taipei · Filipijnen · Guam · Hongkong · India · Indonesië · Iran · Irak · Japan · Jemen · Jordanië · Koeweit · Kirgizië · Laos · Libanon · Macau · Maleisië · Maldiven · Mongolië · Myanmar · Nepal · Noord-Korea · Oezbekistan · Oman · Oost-Timor · Pakistan · Palestina · Qatar · Saoedi-Arabië · Singapore · Sri Lanka · Syrië · Tadjikistan · Thailand · Turkmenistan · Verenigde Arabische Emiraten · Vietnam · Zuid-Korea

CAF-zone: Algerije · Angola · Benin · Botswana · Burkina Faso · Burundi · Centraal-Afrikaanse Republiek · Comoren · Congo-Brazzaville · Congo-Kinshasa · Djibouti · Egypte · Equatoriaal-Guinea · Eritrea · Ethiopië · Gabon · Gambia · Ghana · Guinee · Guinee-Bissau · Ivoorkust · Kaapverdië · Kameroen · Kenia · Lesotho · Liberia · Libië · Madagaskar · Malawi · Mali · Mauritanië · Mauritius · Marokko · Mozambique · Namibië · Niger · Nigeria · Oeganda · Rwanda · Sao Tomé en Principe · Senegal · Seychellen · Sierra Leone · Soedan · Somalië · Swaziland · Tanzania · Togo · Tsjaad · Tunesië · Zambia · Zimbabwe · Zuid-Afrika · Zuid-Soedan 

CONCACAF-zone: Amerikaanse Maagdeneilanden · Anguilla · Antigua en Barbuda · Aruba · Bahama's · Barbados · Belize · Bermuda · Britse Maagdeneilanden · Canada · Kaaimaneilanden · Costa Rica · Cuba · Curaçao · Dominica · Dominicaanse Republiek · El Salvador · Frans Guyana · Grenada · Guadeloupe · Guatemala · Guyana · Haïti · Honduras · Jamaica · Martinique · Mexico · Montserrat · 
Nicaragua · Panama · Puerto Rico · Saint Kitts en Nevis · Saint Lucia · Saint Vincent en de Grenadines · Sint Maarten · Suriname · Trinidad en Tobago · Turks- en Caicoseilanden · Verenigde Staten

CONMEBOL-zone: Argentinië · Bolivia · Brazilië · Chili · Colombia · Ecuador · Paraguay · Peru · Uruguay · Venezuela

OFC-zone: Amerikaans-Samoa · Cookeilanden · Fiji · Nieuw-Caledonië · Nieuw-Zeeland · Papoea-Nieuw-Guinea · Samoa · Salomoneilanden · Tahiti · Tonga · Vanuatu

UEFA-zone: Albanië · Andorra · Armenië · Azerbeidzjan · België · Bosnië en Herzegovina · Bulgarije · Cyprus · Denemarken · Duitsland · Engeland · Estland · Faeröer · Finland · Frankrijk · Georgië · Gibraltar · Griekenland · Hongarije · IJsland · Ierland · Israël · Italië · Kazachstan · Kosovo · Kroatië · Letland · Liechtenstein · Litouwen · Luxemburg · Macedonië · Malta · Moldavië · Montenegro · Nederland · Noord-Ierland · Noorwegen · Oekraïne · Oostenrijk · Polen · Portugal · Roemenië · Rusland · San Marino · Schotland · Servië · Slovenië · Slowakije · Spanje · Tsjechië · Turkije · Wales · Wit-Rusland · Zweden · Zwitserland